# EBCL

L'EBC*L (European Business Competence Licence) è un sistema di certificazione internazionale di competenze professionali in ambito economico.

## Cos'è l'EBC*L
Sviluppata dal Council Business Competence for Europe, ente presieduto da docenti universitari mittleeuropei, l'EBC*L certifica non soltanto le conoscenze ma soprattutto le competenze economico-aziendali: l'insieme delle abilità necessarie (know-how) per poter lavorare nel settore commerciale e contabile di un'azienda europea, sia essa pubblica o privata.
Scopo del progetto EBC*L è la creazione di uno standard internazionale di competenza economica: la certificazione si caratterizza infatti per l'uniformità del programma e della prova d'esame in tutti i Paesi nei quali è diffusa, garantendo in questo modo la circolarità del titolo.
La Certificazione prevede tre livelli di preparazione:
- A. Business Basis (competenze di base)
- B. Business Planning (marketing e pianificazione)
- C. Leadership (organizzazione e gestione delle risorse umane)

## Livello A
Le competenze certificate dal livello A permettono di:
- operare in ambiente economico-aziendale
- essere in grado di gestire un'azienda e prendere decisioni manageriali
- controllare e dirigere gli aspetti finanziari di un progetto
- avviare e gestire un'attività

## Diffusione internazionale e riconoscimenti
La certificazione EBC*L è attualmente presente in 31 Paesi (anche extra-europei) e disponibile in 24 lingue.
Numerose multinazionali (come Siemens, T-Mobile, Xerox, Bayer, Uniqua, Samsung) hanno integrato l'EBC*L nei rispettivi programmi di formazione interna di alcune loro filiali nazionali, ad esempio in Austria.
Nel suo intervento alla Conferenza “Formazione permanente ed educazione all'imprenditorialità”, svoltasi nel settembre 2008, il vice presidente della Commissione Europea, Günter Verheugen, rimarcando la necessità di estendere le conoscenze economiche per gestire la transizione verso un'economia basata sulla conoscenza e definendo quella economica come una delle otto competenze chiave fondamentali, afferma che “sistemi di certificazione riconosciuti a livello internazionale come l'EBCL possono aiutarci a raggiungere l'eccellenza nell'imprenditoria economica” . Inoltre “l'EBCL costituisce anche un approccio moderno a supporto della formazione permanente, che rappresenta la nostra risposta alle sfide poste dal cambiamento”.
Nel messaggio di augurio inviato in occasione della Conferenza Regionale EBC*L dei Balcani del Settembre 2008, il Membro della Commissione Europea nel settore Educazione, Formazione, Cultura e Giovani, Jan Figel, ha affermato che “la relazione tra educazione ed economia, specialmente nella prospettiva dell'educazione permanente, è una delle maggiori priorità per l'Europa, […] l'educazione e la formazione sono infatti fattori determinanti di produttività e sviluppo […] e la formazione permanente è la chiave per assicurare all'Europa competitività e benessere sociale. […] In questo clima, il successo va a chi ha la creatività e la motivazione per creare opportunità per se stessi e per gli altri […] sono pertanto lieto di ringraziare il comitato internazionale EBC*L ed il Consiglio Europeo Per le Competenze Economiche per il loro coinvolgimento nella promozione dello spirito imprenditoriale, per aver associato partner di importanza strategica e per incoraggiare l'acquisizione di competenze al fine di favorire lo sviluppo personale ed occupazionale dei cittadini Europei”
.

## Organismi EBC*L
A livello internazionale, l'EBC*L è rappresentato da due organizzazioni:
- “International Centre of EBC*L”: ha sede a Vienna ed è diretto da Victor Mihalic. È responsabile operativo della gestione dei rapporti con i Garanti Nazionali dei paesi aderenti, della diffusione internazionale della certificazione e degli ulteriori sviluppi del sistema Ebc*l.
- “Council Business Competence for Europe”: ha sede a Paderborn (Germania) ed è composto da eminenti docenti universitari di economia. Si occupa di determinare gli standard teorico-pratici richiesti dalla certificazione, di verificarne e aggiornarne i contenuti in base all'evoluzione dell'economia internazionale. Il presidente rappresentante è il Prof. Gerhard Ortner, titolare di Cattedra all'Università di Hagen (Germania).

## EBCL Italia
L'Italia ha aderito al progetto Europeo EBC*L ed è Membro Ufficiale degli Organismi Internazionali attraverso Ebcl Italia s.r.l.
Fondata nel 2005, con sede a Latina, Ebcl Italia è il Garante Nazionale Italiano per il progetto European Business Competence* Licence e si occupa della diffusione dell'EBC*L sul territorio nazionale, curando i rapporti con gli enti di formazione che intendono rilasciare la certificazione EBC*L, verificandone gli standard di qualità richiesti e garantendone l'operato attraverso una procedura di accreditamento e monitoraggio costante.
Operativo dalla seconda metà del 2006, Ebcl Italia ha ottenuto l'accreditamento di numerosi Test Center diffusi su tutto il territorio nazionale. Tra questi numerose scuole secondarie superiori ed alcune facoltà universitarie; come a Lecce l'Università del Salento (Ce.S.I.L.D. – Centro Servizi Informatici) e a Messina la Facoltà di Economia e Commercio (Dipartimento Riam). Altre Facoltà si sono inoltre espresse favorevolmente nei confronti del progetto dimostrandosi interessate a riconoscere un certo numero di CFU (crediti formativi universitari) alla certificazione EBC*L.
Ebcl Italia, inoltre, ha promulgato nel 2007 una convenzione operativa su tutto il territorio nazionale con il corpo della Guardia di Finanza, mentre sono in corso contatti per il riconoscimento della certificazione da parte del Ministero dell'Istruzione, di quello del Lavoro, oltre che delle Regioni, nell'ambito della formazione professionale destinata a disoccupati, lavoratori in mobilità e apprendisti.